# Dryobalanops sumatrensis
Dryobalanops sumatrensis är en tvåhjärtbladig växtart som först beskrevs av J.F. Gmelin, och fick sitt nu gällande namn av A.J.G.H. Kostermans. Dryobalanops sumatrensis ingår i släktet Dryobalanops och familjen Dipterocarpaceae. Inga underarter finns listade i Catalogue of Life.